# Holocraspedon nigropunctum
Holocraspedon nigropunctum là một loài bướm đêm thuộc phân họ Arctiinae, họ Erebidae.